# Extracts from the Album A Hard Day’s Night
Extracts from the Album A Hard Day’s Night (englisch Auswahl aus dem Album A Hard Day’s Night) ist eine Ende 1964 veröffentlichte EP der britischen Rockband The Beatles. Es war die siebente EP der Beatles, die auf Parlophone (Katalognummer GEP 8924) veröffentlicht wurde. Alle vier Titel der EP stammen vom Album A Hard Day’s Night. Die EP erschien ausschließlich in Mono.

## Hintergrund
Das genaue Datum der Veröffentlichung der EP Extracts from the Album A Hard Day’s Night ist unklar. In vielen älteren Quellen wird der 6. November 1964 genannt, also gerade einmal zwei Tage nach dem Erscheinen der vorherigen EP Extracts from the Film A Hard Day’s Night, was aus Sicht der Plattenfirma wirtschaftlich ungeschickt gewesen wäre, da sich die beiden EPs gegenseitig Konkurrenz gemacht hätten. Der Autor und Experte für Beatles-Diskografien Bruce Spizer geht davon aus, dass Extracts from the Album A Hard Day’s Night tatsächlich erst Ende Dezember 1964 auf den Markt kam. Dafür spricht auch, dass die erste Notierung in den britischen EP-Charts am 7. Januar 1965 erfolgte. Die EP stieg auf Platz 11 der EP-Charts ein, die beste Platzierung war Platz 7. Insgesamt hielt sich Extracts from the Album A Hard Day’s Night 17 Wochen in den EP-Charts, davon fünf Wochen in den Top-10. Es war die bis dato am wenigsten verkaufte EP der Beatles in Großbritannien. Im Gegensatz zu ihren Vorgängern gelang keine Notierung in den britischen Singles-Charts.

## Covergestaltung
Das Cover war eine Variation des Covers des Albums A Hard Day’s Night.

## Titelliste
Zum zweiten Mal bediente sich die Plattenfirma beim Album A Hard Day’s Night, um eine EP zu füllen. Die Stücke stammten alle von Seite 2 des Albums, wo sich die Lieder befanden, die nicht für den Film Yeah! Yeah! Yeah! verwendet worden waren. Alle Kompositionen stammen von John Lennon und Paul McCartney.
Seite 1
1. Any Time at All (Lennon/McCartney) – 2:14
  - Aufgenommen am 2. Juni 1964. Gesungen von John Lennon.
2. I’ll Cry Instead (Lennon/McCartney) – 2:06
  - Aufgenommen am 1. Juni 1964. Gesungen von John Lennon. Diese Lennon-Komposition war ursprünglich für die „Ausbruchs-Szene“ des Spielfilms bestimmt. Nachdem Regisseur Richard Lester allerdings Can’t Buy Me Love für die Szene bevorzugte, fand I’ll Cry Instead keine Verwendung im Film und wurde auf die Seite 2 des Albums platziert.

Seite 2
1. Things We Said Today (Lennon/McCartney) – 2:10
  - Aufgenommen am 2. Juni 1964. Gesungen von Paul McCartney. Dieser Titel diente in Großbritannien auch als B-Seite der Single A Hard Day’s Night.
2. When I Get Home (Lennon/McCartney) – 2:31
  - Aufgenommen am 2. Juni 1964. Gesungen von John Lennon.

## Wiederveröffentlichungen
Die EP Extracts from the Album A Hard Day’s Night wurde bis in die 1970er Jahre gepresst. Im Dezember 1981 erschien die EP als Teil des Boxsets The Beatles E.P.s Collection, das alle britischen EPs enthielt. Am 26. Mai 1992 erschien dieses Set mit dem leicht geänderten Titel The Beatles Compact Disc EP. Collection als CD-Ausgabe.